# Witte onschuld
Witte onschuld - Paradoxen van kolonialisme en ras is een boek uit 2016 geschreven door de Surinaams-Nederlandse antropologe en emeritus hoogleraar Gloria Wekker. Het verscheen oorspronkelijk in het Engels als White Innocence - Paradoxes of Colonialism and Race en werd in 2017 naar het Nederlands vertaald. In het boek beschrijft en onderzoekt Wekker een in haar ogen centrale paradox in de Nederlandse cultuur: enerzijds de ontkenning van ras en racisme, anderzijds de passie en agressie die ras en racisme opwekken.

## Cultureel archief
Centraal in het boek staat het concept van het cultureel archief. Dit concept, voor het eerst beschreven door de Palestijns-Amerikaanse auteur en activist Edward Said, verwijst naar de historisch gegroeide patronen in onze kennis, houding en emoties en die bewust of onbewust de manier waarop wij naar zaken kijken en erover praten mede zouden vormgeven. In het Nederlandse culturele archief zit volgens Wekker onder andere 400 jaar kolonialisme, waarin Nederlanders hebben geleerd om op een bepaalde manier te kijken naar andere volkeren, die vaak een andere huidskleur hadden. Zo'n in de loop van vele eeuwen gegroeid cultureel archief zou niet enkele decennia na het einde van de koloniale overheersing van overzeese gebieden opeens alle invloed hebben verloren: de invloed ervan zou tot ver in de 21e eeuw reiken. Vooral opvallend is daarbij de strijd die gevoerd wordt rondom de figuur van Zwarte Piet, waaraan Wekker een hoofdstuk wijdt: enerzijds is het Nederlandse zelfbeeld dat er nauwelijks tot geen racisme is, anderzijds wordt er agressief en met geweld gereageerd op mensen die het personage een racistische karikatuur vinden.

## Extra hoofdstuk
De Nederlandse versie van het boek bevat een extra hoofdstuk, "Het grote ongemak", dat gaat over de ontvangst van de in 2016 verschenen Engelstalige versie. Wekker becommentarieert hierin onder andere de kritiek dat haar boek niet zou voldoen aan wetenschappelijke criteria van traditionele objectiviteit. Zij stelt dat traditionele opvattingen over objectiviteit nooit haar uitgangspunt waren en dat die insteek in de historische wetenschap niet ongebruikelijk is. Daarnaast beleven volgens Wekker zwarte mensen de wereld niet hetzelfde als witte mensen, waardoor dit boek, geschreven vanuit een zwart perspectief, sowieso niet kan voldoen aan de eisen van objectiviteit vanuit een overwegend wit perspectief.